# Muhammad III as-Sadiq
Muhammad III as-Sadiq, född 1813, död 1882, var Bej av Bejliket Tunis 1859-1882. Han var den sista bejen av Tunis innan det blev ett franskt protektorat, Franska protektoratet Tunisien, 1881. 